# Paracapitella southwardi
Paracapitella southwardi är en ringmaskart som beskrevs av Kirkegaard 1983. Paracapitella southwardi ingår i släktet Paracapitella och familjen Capitellidae. Arten har ej påträffats i Sverige. Inga underarter finns listade i Catalogue of Life.